# Coding Academy
La Coding Academy és una institució d'ensenyament superior en programació informàtica pertanyent a Epitech, divisió tecnològica del grup educatiu Groupe Ionis, primer grup privat d'educació superior francès.
Va ser creada a França el 2015, sota la direcció de Sophie Viger. S'especialitza en una educació intensiva en programació informàtica. Els estudiants hi poden obtenir el títol oficial europeu d'expert en Tecnologies de la informació i la comunicació. El 2017, en el marc de la instal·lació a Barcelona del primer campus fora de França d'Epitech, també va desembarcar-hi la Coding Academy.